# 티파티 운동

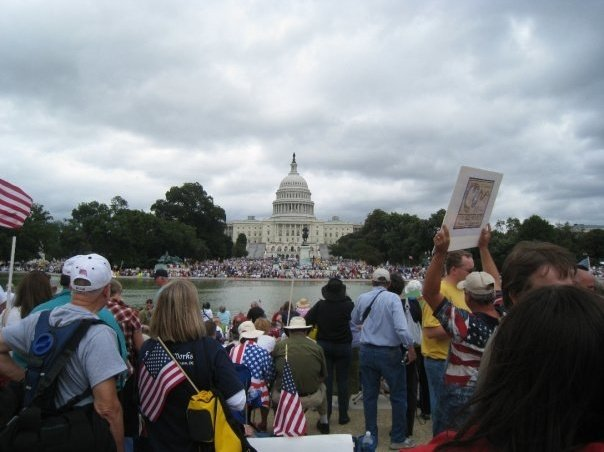
2009년 9월 12일에 미국 국회의사당 서쪽과 내셔널 몰에 가득 채워진 티파티 시위자들

티파티 운동(영어: Tea Party movement)은 2009년 미국에 여러 길거리 시위에서 시작한 보수주의 정치 운동이다. 이 운동의 이름은 보스턴 차 사건의 영어 이름에서 유래되었다.
미국의 진보성향 시민단체인 무브온과는 대립되는 입장이다. 보스턴 티 파티를 시민 저항운동으로 규정하고 이들 '티 파티' 단체 회원들은 자신들이 시민 저항운동이라고 주장하고 있다.
버락 오바마 행정부의 의료보험 개혁정책에 반발하여 등장했고, 주요 지지세력은 미국 남부/중부 지방이다.

## 사상
티파티 운동가들은 개인, 작은 정부, 미국 역사의 가치와 전통 존중 등을 강조한다. 이들은 큰 정부가 개인의 자유를 침해하고 정부가 부과하는 제약들이 작아지기를 바란다. 그들은 가난한 사람들을 위하는 복지라는 명목으로 중산층, 부자에게 세금을 부과하는 행위가 부자들을 강탈하고 중산층을 지배와 예속에 영원히 제약시키는 행동으로 귀결된다고 보는 것이다.

## 대표적인 인물
대표적인 티파티 운동가로는 세라 페일린을 꼽을 수 있다. 그는 오바마 전 미국 대통령의 전국민 의료보험, 사회 보장 제도 등을 비롯한 복지정책에 대해 비판적인 견해를 가지고 있다.

## 비판과 논란

### 인종차별주의 논란
티파티 운동은 인종차별 활동으로 인해 비판받고 있다. 미국의 진보성향 단체들과 언론들은 티파티가 인종차별 단체라고 주장한다. 그 근거로 그들은 2009년 당시 티파티 단체의 회원인 로버트슨 데일이 "깜둥이"라는 플래카드를 들고 있었다는 것을 들고 있다.
티파티 단체 지역 지도자 중 한 명인 마크 윌리엄스는 '유색인'(Colored People)이라는 용어를 거리낌없이 사용하고 "우리(흑인)는 해방을 바라지 않았다. 자유란 일하고 보상받을 수 있는 것을 뜻한다. 이건 우리가 요구한 게 아니다"로 편지로 주장하여 티파티 본회에서 퇴출되었다.

### 티파티 운동가 측의 반박
티파티 측은 이 단체는 인종차별 단체가 아니라고 주장하였다. 이들은 티파티에 비록 극소수이지만 흑인 회원이 있으며 그들은 단지 "더 적은 세금을 위해 참가한다"고 해명했다.

### 모순적 행보와 관련된 비판
티 파티 운동은 자유지상주의를 외치면서 모순적이게도 세속주의를 강력히 반대하며, 미국은 기독교적인 나라라고 주장하며, 기독교적 전통을 유지하려고 한다고 지적받은 바 있다.

### 무분별한 신자유주의에 대한 비판
티파티 회원들의 극단적인 신자유주의 성향을 강하게 내포하고 있고, 이들의 주장은 경제적 평등을 심각하게 훼손하기 때문에 극우 단체라고 비판받은바 있다.

## 같이 보기
- 공화당
- 티 파티 코커스
- 사라 페일린
- 미셸 바크먼
- 도널드 트럼프
- 신우익